# Schola San Rocco
La Schola San Rocco è un coro polifonico di Vicenza. Trae il suo nome dalla locale Chiesa di San Rocco, dove spesso si esibisce.
Fondata nel 1993 da giovani musicisti e amici entusiasti, la Schola ha raccolto un successo crescente in tutta Italia e all'estero, per importanti associazioni e istituzioni musicali, con repertorio ampio e impegnativo.

## Attività e collaborazioni
Numerose e importanti le collaborazioni con compositori che hanno dedicato alla formazione loro lavori (Ennio Morricone, Giovanni Bonato, Massimo Priori, Pierangelo Valtinoni), direttori d'Orchestra (Niels Muus, Leon Spierer, Giancarlo Andretta, Giovanni Battista Rigon), solisti (Ensemble Punto It, Mario Brunello, Gemma Bertagnolli, Saimir Pirgu, Nakajima), orchestre (Cappella Andrea Barca, Accademia di San Rocco, Orchestra Monteverdi, Orchestra del Teatro Olimpico, i Solisti dell'Olimpico, Filarmonia Veneta "G. F. Malipiero", L'Archicembalo Ensemble). Nel 2003 hanno anche cantato per Arvo Pärt, che si è congratulato con loro con commozione.
Nel settembre 1997 riprende dopo 400 anni i Chori per Edipo Re di Andrea Gabrieli, la musica che ha inaugurato il Teatro Olimpico di Vicenza, con produzione firmata Gianfranco De Bosio, incisi per l'Accademia Olimpica. Nel 1999 l'uscita dell'album Metabolè, con il jazzista Saverio Tasca per Velut Luna con grande successo e vari riconoscimenti presso la stampa specializzata. Successo anche per l'incisione della Missa Jazz di Alfredo Impulliti del 2001, con Paolo Fresu, Tino Tracanna, Gianluigi Trovesi e Pierre Favre, e per la raccolta dall'integrale del Messiah di Haendel con strumenti originali del 2003, con Lia Serafini, Montserrat Bertral Ribas, Saimir Pirgu, Sergio Foresti e la direzione di Erle. Nel 2003 ha inciso ancora per il CISA e De Bosio le musiche per Il Gioco del Palazzo, su testo di Howard Burns, e dato vita a una serie di concerti con l'Accademia San Rocco di Venezia.
Dopo l'audizione nel 2000 con András Schiff, e il suo Così fan tutte con la Cappella Andrea Barca nel 2001, con Anja Harteros, Monica Groop, Isabel Rey, Lothar Odinius, Nicola Ulivieri e Rolando Panerai, è tornata nel 2003 a cantare col Maestro nella Fantasia Corale di Ludwig van Beethoven nella sua prima interpretazione dell'opera, e ancora Wolfgang Amadeus Mozart l'anno seguente. Del 2004 anche i successi per la prima esecuzione dell'edizione dell'inedita Messa in re maggiore di Pergolesi approntata da Erle, incisa unitamente alla Messa per Doppio Coro di Frank Martin dalla RAI e per la prima rappresentazione del Pigafetta di Erle, Singspiel con Ugo Pagliai andato in scena per la Stagione di Spettacoli Classici al Teatro Olimpico con entusiastici consensi di pubblico e critica, cui è seguito lo scorso anno con Pagliai e Paola Gassman Odisseo, coronato da clamoroso successo.

## Repertorio
La Schola ha affrontato in quasi quindici anni di attività un repertorio vasto ed eterogeneo.
Dal canto gregoriano e dalla prepolifonia la Schola ha attinto brani inediti o rarità, come trascrizioni appositamente approntate con il professor Giulio Cattin, su tutte il Codice dei Canonici di S.Giorgio in Alga, a S.Rocco in Vicenza.
Di particolare interesse il programma con musiche dal gregoriano alla polifonia eseguito col jazzista e compositore Saverio Tasca, che con Erle ha rivisitato brani famosi ed inediti in un'incisione di grande suggestione apprezzata dalla critica, Metabolè.
La Schola ha eseguito polifonia classica dei grandi autori, Giovanni Pierluigi da Palestrina (Missa Sicut Lilium), Luca Marenzio, Pomponio Nenna, Adriano Banchieri, Jacobus Gallus, Giorgio Florio, Heinrich Schütz, Thomas Tallis, William Byrd e Andrea Gabrieli, di cui ha dato la prima esecuzione completa dei Chori per Edipo Tyranno in epoca moderna, nello spettacolo che nel 1997 ha ripreso l'inaugurazione del Teatro Olimpico di Andrea Palladio (1585), con la regia di Gianfranco De Bosio, e con grandissimo successo di critica e pubblico, poi incisi per l'Accademia Olimpica e Velut Luna.
Del repertorio barocco la Schola predilige alcune pagine significative di Claudio Monteverdi, Alessandro Scarlatti (l'oratorio Davidis. Pugna et Victoria), Henri Purcell (il full anthem I was Glad), Haendel (Messiah), e soprattutto Johann Sebastian Bach, di cui i mottetti Lobet denn Herrn, Komm Jesu Komm, Jesu meine Freude e parti del Oratorio di Natale.
Mozart e Felix Mendelssohn sono gli autori preferiti del periodo classico con le esecuzioni del Requiem, produzioni de Così fan tutte e Die Zauberflöte, Messa kv.317 dell'Incoronazione per il primo; il Te Deum, i Mottetti a doppio coro (Premio Baerenreiter al Concorso Internazionale "Seghizzi" di Gorizia 1998 per il salmo n.2 Warum toben die Heiden) e gli Inni per il secondo. Significativa l'esecuzione con Andras Schiff della Chorfantasie op.80 di Beethoven, soli e coro. Schola e direttore sono stati recentemente impegnati nella riproposizione in tempi moderni della Messa di Gloria in Re maggiore di Pergolesi.
Del repertorio Romantico e tardo romantico la Schola ha eseguito diverse opere a cappella e con strumento di Johannes Brahms (tra cui la Missa canonica, i due cicli di Liebesliederwalzer op. 52 e op. 65, i Mottetti op. 27, 29 e 30, Ein Deutsches Requiem anche nella versione dell'autore per pianoforte a 4 mani), Anton Bruckner (Mottetti, Te Deum), Franz Schubert (Messa n. 2 in Sol maggiore), Edward Elgar, Hugo Wolf, Richard Strauss, Marco Enrico Bossi, Francesco Paolo Tosti. Ha partecipato a produzioni di Giuseppe Verdi (Il trovatore) e Giuseppe Apolloni.
Gran parte del repertorio infine è dedicata al '900 storico, tra cui Igor' Fëdorovič Stravinskij (Les Noces, Mottetti, Symphony of Psalms anche nella versione del figlio Soulima per pf), Francis Poulenc (Mottetti di Natale, Gloria, Les dialogues des carmélites), Benjamin Britten (Songs, cantata Rejoice in the Lamb con organo o orchestra), Martin (Songs of Ariel, Messa a doppio coro), la Missa pro defunctis di Jehan Alain, il Romancero Gitano di Mario Castelnuovo-Tedesco per soli, coro e chitarra, Ralph Vaughan Williams (Silence and Musi), William Walton, Michael Tippett, Aaron Copland (Mottetti), Sergej Rachmaninov, George Gershwin (cori da Porgy and Bess, songs). Della seconda parte del novecento la Schola esegue i Chichester Psalms di Leonard Bernstein, sia in versione cameristica che con orchestra, oltre a varie Songs; György Ligeti (Zwei a cappella Chore), e Arvo Pärt (Miserere, De Profundis, antifone), John Rutter (Gloria, nelle versioni da camera e orchestrale, e Requiem).
La Schola ha tenuto prime esecuzioni di Morricone (Pietre), Bonato (Lied der Laerche, Stoan Gaart, Or mira questo giardino), Valtinoni (Vinum dolce gloriosum), Priori (La volpe senza coda, Regnum celorum), Paolo Troncon (Quattro pezzi Sacri e l'opera Cardiodramma) e Francesco Erle (Jubilate 9999, i due singspiel Pigafetta e Odisseo, Fanta-Jones).
Vari recital sono stati dedicati alla musica per gruppi vocali e spirituals, con repertorio dai Manhattan Transfer, Swingle Singers (trascrizioni e arrangiamenti da Bach), King's Singers, The Philippines Madrigal Singers, Take 6 e vari standards jazz.

## Discografia
- Le Fabbriche e i disegni di Andrea Palladio raccolti ed illustrati da O. Bertotti Scamozzi. Autori vari, Schola S. Rocco e Francesco Erle, CISA Centro Internazionale Studi d'Architettura Andrea Palladio, 1996 (CD-ROM)
- A. Gabrieli, Chori per Edippo Tiranno, Schola S. Rocco e F. Erle, Velut Luna e Accademia Olimpica, CFCD08, 1999
- Metabolè, Schola S. Rocco, F. Erle - S. Tasca, Velut Luna, CVLD03200, 1999. II edizione AUD 064, 2006 (CD)
- Davidis pugna et victoria, Alessandro Scarlatti, Agorà, AG 249 1 (2 cd), 2000
- Pietre, Bonato, Berio, Morricone, Erle, Velut Luna, CVLD04300, 2000 (CD)
- A. Impulliti, Missa Jazz - Fresu, Tracanna, Trovesi, Favre, Schola S. Rocco, Impulliti, Soul Note, 121368-2, 2001
- Messiah, an Oratorio, Georg Friedrich Haendel, Serafini, Bertral Ribas, Pirgu, Foresti, Schola S. Rocco, Francesco Erle, Velut Luna, Live Recording Highlights, CFCD023, 2003 (CD)
- Raiders of the Lost Music - The Wonder Music World of Velut Luna. Artisti vari. CFCD 053, 2007.
- Wolfgang Amadeus Mozart - Giovanni Da Gamerra, Il flauto magico. Giovanni Battista Rigon, Nuova Era 231717, 2008.
- Gioachino Rossini, Il barbiere di Siviglia, regia di Roberto Recchia, Giovanni Battista Rigon, Settimane Musicali al Teatro Olimpico, SMTO-DVD01, 2008 (DVD)
- Gioachino Rossini, L'italiana in Algeri. Giovanni Battista Rigon, Settimane Musicali al Teatro Olimpico, SMT 02007, 2009.
- Edipo re: musiche di scena per l'Olimpico. Giovanni Pacini (1847), Arrigo Pedrollo (1948), Francesco Erle, Velut Luna e Accademia Olimpica, CFCD 068, 2009.
- Choral Fireworks. Live Advent Concert. Francesco Erle, Velut Luna e Società del Quartetto di Vicenza, CVLD 206, 2010.